# الصورة المنبوذة
الصورة المنبوذة: مقدمة إلى أدب العصور الوسطى وعصر النهضة، وهو كتاب واقعي، من تأليف سي إس لويس وقد كان آخر كتبه. ويتناول علم الكونيات في العصور الوسطى والكون البطلمي. إنه يصور مفهوم العصور الوسطى لـ "نموذج" للعالم، والذي وصفه لويس بأنه "توليف العصور الوسطى نفسها، والتنظيم الكامل لاهوتهم وعلومهم وتاريخهم في نموذج عقلي واحد ومعقد ومتناغم للكون.".

## ملخص
يتضمن الكتاب مفاهيم من قبيل: بنية الكون في العصور الوسطى، وطبيعة سكانه، ومفهوم الكون المتناهي المحكوم بهَرَمية سماوية تنظِّمه، وأفكار الطبيعة. وفي الوقت نفسه يصطحب لويس القارئ في جولة على بعض أعظم أفكار القرون الوسطى (بعضها موروث من الوثنية التقليدية) التي صمدت في المناخ الثقافي واللاهوتي الحديث.
عناوين الفصول كالآتي:
1. الوضع في العصور الوسطى
2. تحفظات
3. مختارات: الفترة الكلاسيكية
4. مختارات: الفترة البزرية
5. السماوات
6. «المعمَّرون»
7. الأرض وسكانها
8. تأثير النموذج

### أولاً وثانيًا: الوضع في العصور الوسطى» و«تحفظات»
يبدأ لويس بتقديم العصور الوسطى إجمالًا، وبسْط العناصر التي شكّلت نظرة أهل ذلك العصر إلى العالم. وهذه النظرة (أو «النموذج الكوني») كوَّنها عاملان على وجه الخصوص: «الطابع الكُتُبيّ الأساسي لثقافتهم، وولعهم بالنظام». والطابع الكُتبي ممزوج بالحاجة إلى النظام: «كل الأشياء التي تبدو متناقضة يجب المواءمة بينها. يجب إقامة نموذج يترتب فيه كل شيء بلا تعارُض، ولا يكون هذا إلا بأن يكون النموذج معقَّدًا، بأن يُربط ما بين وحداته بتعدُّدية كبيرة دقيقة التنظيم».
وسرعان ما نوَّه بالعيوب التي يَحتمل أن يراها بعضهم في تصوُّره. محور «النموذج» الأساسي الفن والأدب، ولا يتناول التغيرات التاريخية في المدارس الفلسفية، ولا يقوم مقام التاريخ العام ولا العلوم ولا الطب. وأيضًا ليس منه في الخلفية العامة للعصر إلا شذرات وأجزاء صغيرة. أوضح لويس: «عُرِف النموذج في أعلى المستويات إذَن بأنه مؤقت. ما نود معرفته إنما هو: إلى أي مدى تمتد هذه النظرة الحذرة على المقياس الفكري».

### ثالثًا: مختارات: الفترة الكلاسيكية
عرض لويس ملخصات لنصوص كلاسيكية يراها أفضل ما يوضح نموذج القرون الوسطى. واستبعد الكتاب المقدس وكتابات فيرجيل وأوفيد، بوصفها كتابات لا بد لطالب أدب العصور الوسطى أن يكون عالمًا بها على كل حال.

### رابعًا: مختارات- الفترة البذرية(المنوية)
يشير لويس إلى الفترة المؤثرة كمرحلة انتقالية تمتد من حوالي 205 إلى 533 م. ويقضي بعض الوقت في مناقشة الوثنيين والمسيحيين في هذا الوقت، ويلاحظ أن كلاهما كانا موحدين. وكما هو الحال في الفترة الكلاسيكية، فهو يقدم ملخصات لنصوص مختلفة، بما في ذلك: تعليق خالسيديوس على تيماوس لأفلاطون، تعليق ماكروبيوس على سومنيوم سكيبنيوس ، التسلسل الهرمي السماوي لديونيسيوس الزائف، بوثيوس عزاء الفلسفة، ويذكر أيضًا إيزيدور إشبيلية ،وفينسنت أوف بوفيه "إنهم ليسوا، مثل أولئك الذين كنت أصفهم، مساهمين في النموذج، لكنهم يقدمون في بعض الأحيان أفضل الأدلة على ماهيته. وكلاهما موسوعيان."

### خامسًا: السماوات
"في علم العصور الوسطى، كان المفهوم الأساسي هو مفهوم بعض التعاطف والكراهية والمساعي المتأصلة في المادة نفسها. كل شيء له مكانه الصحيح، وموطنه، والمنطقة التي تناسبه، وإذا لم يتم تقييده بالقوة، فإنه يتحرك إلى هناك بطريقة ما. من غريزة التوجيه، "الانحناء بلطف" إلى "المنصة اللطيفة". في استكشافه للسماء، يعمل لويس على شرح الكثير من أساسيات علم الكونيات في العصور الوسطى. يبدأ بشرح ظاهرة "اللطف اللطيف": كل شيء يعود إلى المكان الذي سُحب منه. يمضي لويس في الإجابة على السؤال الذي قد ينشأ ردًا على "اللطف اللطيف" وهو: "[هل] اعتقد مفكرو العصور الوسطى حقًا أن ما نسميه الآن الأشياء الجامدة [تمتلك] [صفات] واعية وهادفة"؟ كان الجواب "بشكل عام"، لا. يقول لويس "بشكل عام" لأنهم "نسبوا الحياة وحتى الذكاء إلى فئة واحدة مميزة من الأشياء (النجوم).. ودعمًا لذلك، يصف لويس "الدرجات الأربع للواقع الأرضي: مجرد الوجود (كما هو الحال في الحجارة)، والوجود مع النمو (كما هو الحال في الخضروات)، والوجود والنمو مع الإحساس (كما هو الحال في الوحوش)، وكل ذلك مع العقل (كما هو الحال في الرجال) )". وفقًا للويس، "إن التحدث كما لو أن الأجسام غير الحية لديها غريزة توجيهية يعني عدم تقريبها إلينا من الحمام؛ والتحدث كما لو كان بإمكانها "طاعة" القوانين يعني معاملتها مثل الرجال وحتى مثل المواطنين". في مفهوم العصور الوسطى، كان كل شيء يتكون من أربعة أضداد: حار، بارد، رطب، وجاف. وتجتمع هذه العناصر لتعطينا العناصر الأربعة: "اتحاد الحار واليابس يصبح نارًا، واتحاد الحار والرطوبة هو الهواء، واتحاد البرد والرطوبة ماء، والبرد واليابس أرضًا."[ وهناك أيضًا عنصر خامس. عنصر الأثير الذي لا يختبره البشر. في العالم تحت القمر، صنفت جميع العناصر نفسها: "الأرض، الأثقل، تجمعت معًا في المركز. عليها يكمن الماء الأخف، وفوق ذلك، الهواء الأخف. النار، الأخف على الإطلاق، كلما" لقد كان حرًا، وقد طار إلى محيط الطبيعة وشكل كرةً أسفل مدار القمر مباشرةً."
ثم يلخص بإيجاز الكون البطلمي: "الأرض الكروية المركزية محاطة بسلسلة من الكرات المجوفة والشفافة.. هذه هي "الأفلاك"، "السماوات"... وثابت في كل من المجالات السبعة الأولى كرة مضيئة واحدة". بدءًا من الأرض، الترتيب هو القمر، وعطارد، والزهرة، والشمس، والمريخ، والمشتري، وزحل؛ وما وراء كوكب زحل هو النجم، الذي تنتمي إليه جميع النجوم التي ما زلنا نسميها "ثابتة" بسبب مواقعها. لبعضها البعض .. لا يتغيرون. يوجد خلف النجمة كرة تسمى أول متحرك أو أولي متنقل .. تم الاستدلال على وجودها لحساب حركات الآخرين. " تحركت كل الحركة بالترتيب من الأعلى إلى الأسفل: من الله إلى الهاتف المحمول الأول إلى النجم إلى كل كرة سفلية. كما نقلت المجالات التأثيرات إلى الأرض. وهنا يتناول لويس مسألة التنجيم في العصور الوسطى. ويشير إلى أن الكون في عقل العصور الوسطى كان محدودًا، وأنه كان ذو شكل كروي مثالي يحتوي في داخله على تنوع منظم. يذكر لويس أنه في حين أن العقل الحديث قد يحدق في السماء ويفسر العدم الشاسع، فإن الشخص الذي يعيش في العصور الوسطى سيكون قادرًا على الإعجاب به كما قد يعجب المرء بالهندسة المعمارية العظيمة. ويخلص إلى أنه في حين أن علم الفلك الحديث "قد يثير الرعب أو الحيرة أو الخيال الغامض، فإن مجالات القديم تقدم لنا شيئًا يمكن للعقل أن يستريح فيه، ساحقًا بعظمته ولكنه مُرضي في انسجامه". يؤكد أن هذه الملاحظات تكشف عن اختلاف رئيسي بين الحاضر والماضي، وهو أن المفهوم الحديث للكون رومانسي بينما تصور العصور الوسطى كلاسيكي. ويواصل أيضًا مناقشة الثبات الغريب لبعض الأفكار الوثنية، مثل تأليه الكواكب. يتحدث عن تأثير كل منهم ومعادنه وشخصيته.

### سادسًا: المعمرون
المعمرون أو "الأكباد الطويلة"، هي تلك المخلوقات التي يمكن أن يطلق عليها "الجنيات". أعطاهم لويس فصلاً خاصًا بهم لأن "مكان إقامتهم غامض بين الهواء والأرض." وهذا يعني أنه لم يتمكن حقًا من العثور على قسم آخر في الكتاب يناسبهم، لذلك قدم لهم للتو فصلًا خاصًا بهم. لهم مكانهم الخاص. يرى لويس أن كلمة الجنيات "شوهتها كتب التمثيل الإيمائي وكتب الأطفال السيئة التي تحتوي على رسوم توضيحية أسوأ". يكتب لويس عن المخلوقات المختلفة في العصور الوسطى: الكائنات المخيفة والعادلة والمنفصلة المعروفة باسم الجنيات العالية. ثم يشارك أربع نظريات أو محاولات لملاءمتها في النموذج:ومن الممكن أن يكونوا نوعًا ثالثًا، متميزًا عن الملائكة والناس. إنهم ملائكة "تم تخفيض رتبتهم"، إذا جاز التعبير إنهم الموتى، أو على الأقل فئة خاصة من الموتى إنهم ملائكة ساقطة (شياطين) "كانت هذه هي الجهود المبذولة للعثور على مقبس تناسب الجنيات. لم يتم التوصل إلى اتفاق. وطالما بقيت الجنيات على الإطلاق، ظلوا مراوغين."

### سابعًا: الأرض وسكانها
في هذا الفصل قبل الأخير، يتحدث لويس عن الجوانب المختلفة للأرض، وكيف تتناسب مع النموذج.

#### الأرض
كل شيء تحت القمر قابل للتغيير ويخضع لتأثيرات المجالات. في حين أن الكواكب الأخرى لها ذكاءات (آلهة) مرتبطة بها، فلا يُعتقد أن الأرض لديها ذكاء لأنها لم تتحرك وبالتالي لم تكن بحاجة إلى التوجيه. كان دانتي أول من اقترح لها ذكاءً: الثروة. "من المؤكد أن الحظ لا يوجه الأرض عبر مدار، بل يؤدي وظيفة الذكاء في الوضع المناسب للكرة الأرضية الثابتة. على الرغم من المفهوم الحديث الشائع، كان الناس في العصور الوسطى يدركون تمامًا أن الأرض كانت كروية. ويعتقد لويس أن المفهوم الخاطئ قد ينشأ من Mappemounde،، الذي يمثل الأرض كدائرة أو قرص. كان الغرض من هذه الخرائط أكثر رومانسية منه عمليًا، ولم يكن المقصود منه خدمة الأغراض العملية للملاحة.

#### الوحوش
فيما يتعلق بمعرفة علم الحيوان كما تظهر في التقليد الحيواني، يقول لويس أنه "بما أنه كانت هناك جغرافيا عملية لا علاقة لها بـ Mappemounde، فقد كان هناك علم حيوان عملي لا علاقة له بحيوانات الحيوانات". يرى لويس أن الحيوانات هي مثال على الرسم الموسوعي للمؤلفين الذي يراه سمة من سمات العصور الوسطى. كان التركيز على المجموعة وعلى أخلاق الحيوانات المقدمة.

#### النفس البشرية
في حديثه عن الإنسان، كتب لويس: "الإنسان حيوان عاقل، وبالتالي فهو كائن مركب، يشبه جزئيًا الملائكة العاقلين ولكن .. ليس حيوانًا، ويشبه جزئيًا الوحوش التي هي حيوانات ولكنها ليست عاقلة. وهذا يعطي نحن أحد الحواس التي يكون فيها "العالم الصغير" أو العالم الصغير يساهم فيه كل شكل من أشكال الوجود في الكون كله؛ فهو عبارة عن مقطع عرضي من الوجود." روح مثل هذا المخلوق هي أيضًا مقطع عرضي. هناك ثلاثة أنواع من النفوس: الروح النباتية، والنفس الحساسة، والنفس الناطقة. ولتوضيح ذلك، كتب لويس:
"إن قوى الروح النباتية هي التغذية والنمو والانتشار. وهي وحدها موجودة في النباتات. والروح الحساسة، التي نجدها في الحيوانات، لديها هذه القوى ولكن لديها إحساس بالإضافة إلى ذلك. .. الروح العقلانية تشمل بالمثل الخضار والحساسة، ويضيف سببا."

#### روح عقلانية
الروح العقلانية هي المستوى الثالث فوق الروح النباتية والحساسة. الروح النباتية موجودة في النباتات وتمنحها قوى التغذية والنمو والانتشار. الروح الحساسة تعطي الوحوش هذه إضافة للوعي. فنرى في النفس الناطقة في الإنسان كل القدرات السابقة مع إضافة العقل. بمعنى آخر، يمتلك المرء كل قوى أنواع الأرواح الثلاثة، أو "على الرغم من أنها مضللة"، الأرواح الثلاثة. تمارس الروح العقلانية ملكتين: الفكر والنسبة. يصف لويس الفرق على النحو التالي: "نحن نستمتع بالفكر عندما نرى فقط حقيقة بديهية؛ ونحن نمارس النسبة عندما نتقدم خطوة بخطوة لإثبات حقيقة ليست بديهية

#### الروح الحساسة والنباتية
في الروح الحساسة، يميز لويس بين عشرة حواس أو ذكاء، خمسة منها "داخلية" وخمسة "خارجية". في بعض الأحيان يُطلق على الخارج ببساطة اسم "الحواس" ويسمى "الذكاء" الداخلي. أما الخمس الظاهرة فهي ما يعرف الآن بالحواس الخمس: البصر، والسمع، والشم، والذوق، واللمس. والباطن هو الذاكرة والتقدير والخيال والخيال والذكاء (أو الفطرة السليمة).
كتب لويس: "ليست هناك حاجة لكتابة قسم منفصل عن الروح النباتية". "إنها مسؤولة عن جميع العمليات اللاإرادية اللاواعية في كائننا: النمو، والإفراز، والتغذية، والتكاثر."

#### الروح والجسد
يشير لويس إلى طريقتين قدمت بهما مشكلة العلاقة بين الروح والجسد نفسها لمفكري العصور الوسطى. أولاً، "كيف يمكن للروح، التي يُنظر إليها على أنها مادة غير مادية، أن تؤثر في المادة أصلاً؟" وثانيًا، "ليس من الممكن الانتقال من طرف إلى آخر إلا بطريقة متوسطة". ويشير إلى أن هذه الاعتبارات قادت المفكرين إلى افتراض "مقابل ثالث.. ضابط اتصال وهمي بين الجسد والجسد". الروح" [والتي] كانت تسمى الروح أو.(في أغلب الأحيان) الأرواح." من المفترض أن تكون هذه الأرواح مادية بما يكفي للتأثير على الجسد و"دقيقة ومخففة" بما يكفي للتأثير عليها من قبل الروح غير المادية. ويضيف لويس: "يبدو لي أن عقيدة الأرواح هذه هي الميزة الأقل شهرة في نموذج العصور الوسطى. فإذا كانت عملة الترتيوم عبارة عن مادة على الإطلاق (ما علاقة كثافتها وندرتها؟) فإن طرفي الجسر يرتكزان على جانب واحد". وإذا لم يكن الأمر كذلك، فكلاهما يرتكز على الآخر

#### جسم الإنسان
إن التناقضات الأربعة، التي تجتمع في العالم لتشكل العناصر، تتحد داخل الجسم لتكوين الأخلاط. إن هيمنة أخلاط معينة تخلق مزاجات محددة: متفائل، كوليريك، كئيب، وبلغمي. "إن نسبة امتزاج الأخلاط تختلف من رجل إلى آخر، وتشكل لونه أو مزاجه، أو تركيبته أو خليطه."ويصنف الإنسان إلى هذه الفئات الأربع، على أساس أي مزاج هو الأكثر هيمنة فيه. هناك البشرة المتفائلة، وهي الأفضل من بين الأربعة. "إن غضب الرجل المتفائل من السهل إثارته ولكنه قصير الأمد؛ إنه فلفل تافه، لكنه ليس متجهمًا أو انتقاميًا." ثانيًا، هناك الرجل الكوليريكي. "مثل المتفائل، يتأثر بسهولة بالغضب..ولكن، على عكس المتفائل، فإن الكوليريكيون انتقاميون." ثالثًا، هناك الكآبة. "اليوم أعتقد أننا يجب أن نصف الكآبة بالعصابية. أعني، الرجل الكئيب في العصور الوسطى." وأخيرًا، هناك البلغم، الذي اعتبره لويس الأسوأ بين الأربعة. "الصبي أو الفتاة البلغمية، السمينة، الشاحبة، الكسولة، الباهتة، هي يأس الآباء والمعلمين؛ أما من قبل الآخرين، فقد يتم إهمالهم أو ببساطة دون أن يلاحظهم أحد."

#### الماضي الإنساني
"مؤرخو العصور الوسطى.. هم مجموعة مختلطة. بعضهم.. لديهم منهج علمي وينتقدون مصادرهم." لكن هذه ليست الدقة التي نسعى إليها. بل هي "صورة الماضي". في العصور الوسطى، كان الغرض من تسجيل التاريخ، أو كما نعرف اليوم مصطلح "التأريخ"، هو "تسلية خيالنا، وإشباع فضولنا، والوفاء بالدين الذي ندين به لأسلافنا"."من الناحية التاريخية وكذلك الكونية، كان رجل العصور الوسطى يقف عند سفح سلم: نظر إلى أعلى، وشعر بالسعادة. ونظرة إلى الخلف، مثل النظرة إلى الأعلى، أبهجته بمشهد مهيب، وكان التواضع يكافأ بمتعة الإعجاب."

#### الفنون الليبرالية السبعة
الفنون الليبرالية السبعة هي النحو، الجدل، البلاغة، الحساب، الموسيقى، الهندسة، وعلم الفلك. يواصل لويس الكتابة بمزيد من التفاصيل فيما يتعلق بكل فن، واصفًا بالضبط كيف ولماذا كان مهمًا جدًا للتعليم في العصور الوسطى. "الثلاثة الأولى تشكل Trivium أو الطريقة الثلاثية" وعلى هذا النحو فهي مرتبطة ببعضها البعض بشكل ما، على سبيل المثال، القواعد والجدلية هي تقدم. "بعد أن تعلمنا من القواعد كيفية التحدث، يجب أن نتعلم من الديالكتيك كيفية التحدث بالمعنى، والجدال، والإثبات والدحض. لم تكن البلاغة، قبل فترة العصور الوسطى، "أجمل الفنون بقدر ما كانت أكثر الفنون عملية. بحلول العصور الوسطى، أصبحت أدبية…ليس هناك تناقض، بل لا يوجد تمييز، بين البلاغة والشعر”.

### ثامنًا: تأثير النموذج
يختتم لويس بإلقاء الضوء على تأثير النموذج على الأدب والفن في ذلك العصر. "لقد صور الشعراء والفنانون الآخرون هذه الأشياء لأن عقولهم أحبت أن تسكن فيها. ولم يكن لدى العصور الأخرى نموذج مقبول عالميًا مثل نموذجهم، ويمكن تخيله وإرضاء الخيال.